# 权五奎
權五奎（韓語：권오규；1952年6月27日—），出生於江原道。
韩国开放国民党议员，1974年任韩国公职，长期供职于韩国财政经济部，曾在国际货币基金组织和世界银行任职并担任过韩国驻经合组织（OECD）大使。
卢武铉当选总统后，权五奎被任命为新政府的首任总统府政策首席助理。担任首席助理期间，他在解决信用卡债务、信用不良者、风险泡沫等方面作出了不小的贡献，深受卢武铉总统的信任。担任经济政策首席助理期满后，又被任命为韩国驻OECD大使和IMF的代理大使。2006年6月出任总统秘书室政策室长，7月转任经济副总理兼财经部部长。2007年3月7日出任代总理。